# You Are Not Alone (film)
You Are Not Alone, originele titel  Du er ikke alene, is een Deense coming of age-film uit 1978 en werd geregisseerd door Ernst Johansen en Lasse Nielsen.

## Verhaal
De schuchtere Bo gaat naar een zeer christelijk geïnspireerde kostschool. Omwille van zijn verlegenheid valt hij niet op en maakt hij niet veel vrienden. Dit verandert wanneer hij Kim, de zoon van de directeur, beter leert kennen. Er ontstaat eerst een vriendschap tussen hen die zich verder ontwikkelt in een kinderlijke liefdesrelatie.
Op de kostschool zit een deugniet die regelmatig pornografische posters hangt binnen de gebouwen. Wanneer deze jongeman wordt betrapt, beslist het schoolhoofd in samenspraak met de leraren om de leerling van school te sturen. Dit leidt tot een opstand van de leerlingen waardoor de directie genoodzaakt is om haar beslissing ongedaan te maken.
Ten slotte dienen de leerlingen een film te maken die wordt vertoond tijdens de proclamatie op het einde van het schooljaar. Het onderwerp komt uit de bijbel. Bo en Kim krijgen het onderwerp: "Gij zult uw naaste liefhebben als uzelf". In deze film onthullen Kim en Bo wat ze voor elkaar voelen en komen ze openlijk uit voor hun homoseksualiteit. De reacties van het publiek worden niet getoond.

## Rolverdeling
| Acteur             | Personage       |
| ------------------ | --------------- |
| Anders Agensø      | Bo              |
| Peter Bjerg        | Kim             |
| Ove Sprogøe        | Vader van Kim   |
| Elin Reimer        | Moeder van Kim  |
| Jan Jørgensen      | Jens Carstensen |
| Jørn Faurschou     | Andersen        |
| Merete Axelberg    | Mortensen       |
| John Hahn-Petersen | Justesen        |
| Hugo Herrestrup    | Conradsen       |
| Beatrice Palner    | Jensen          |
| Aske Jacoby        | Aske            |
| Ole Meyer          | Ole             |